# Hippopsis campaneri
Hippopsis campaneri är en skalbaggsart som beskrevs av Martins och Maria Helena M. Galileo 1998. Hippopsis campaneri ingår i släktet Hippopsis och familjen långhorningar. Inga underarter finns listade i Catalogue of Life.